# グッチ裕三
グッチ 裕三（グッチ ゆうぞう（ゆうぞお）、1952年〈昭和27年〉2月27日 - ）は、日本のタレント・歌手・作曲家・料理愛好家。長良グループの長良マネジメント所属。本名は高田 裕（たかた ゆたか）で、旧芸名は、高田 裕三（たかた ゆうぞう）。
東京都板橋区出身。暁星小学校、暁星中学校・高等学校卒業。血液型はA型。歌手の田中星児は従兄にあたる。

## プロフィール

### 芸能活動
暁星高校卒業後、米軍キャンプやクラブ等で音楽活動を開始。ブルーエンジェル（モト冬樹、エド山口）、スリーチアーズ・アンド・コングラッツレイションズ（ウガンダ・トラ、宮本典子）など多くの人物といくつものバンドを組んで活動。当時は主にソウル・ミュージックを歌っていた。
1978年にモト冬樹、ウガンダらとコミックバンド『ビジーフォー』を結成。ボーカルを担当、美しいファルセットが大きな特徴となっている。同グループは、ものまねやコミックソングで人気を博す。
1980年より、テレビ番組へ出演する機会が多くなる。1983年から『ものまね王座決定戦』に出演。1992年、グッチ裕三とグッチーズを結成し、独自にライブ活動を開始。抜群の歌唱力、幅広いレパートリー、卓越したユーモアのセンスを駆使したショーを展開。
1996年から2003年までNHK教育の『ハッチポッチステーション』に出演。同番組は日本のテレビ放送の歴史において、最高視聴率を獲得した子供番組であり、世界50カ国で放送され、2003年、第11回スポニチ文化芸術大賞優秀賞受賞作品に選ばれる。また、同番組から発売されたCDはロングセラーとなった。

### 料理界デビュー
1995年頃から徐々に料理番組に出演しはじめたが、1998年にテレビ東京の『素敵にワイド!ほっと10』内のコーナー「グッチ裕三のこれは旨い」で本格的に料理界にデビューを果たす。2002年以降はNHK『きょうの料理』にレギュラー出演。また、これ以外にも、多数の料理番組への出演、居酒屋「旨いぞお」のプロデュースなど趣味の域を超えて活動している。
THE 料理王では2連覇を達成している。ちなみに初回では一般投票による「料理が上手いと思う芸能人」第1位としての登場である。
両親が共働きで、既に小学校中学年～小学校高学年の頃には料理をしていた。ほとんど祖母に育てられたが、祖母は肉料理などを作れず、自分でやりなさいということで始めた。自身、絶対音感ならぬ絶対味覚があるといい、幼稚園の時に食べたラーメンの味なども明確に記憶していると語っている。

### その他
- 芸名の由来に関しては「愚痴言うぞ」説、「モト冬樹と合わせて、イタリアのオートバイメーカーのモトグッチ」説、また、ビジーフォーの本では「高級ブランドのイメージと似つかないため」と説明されていたが、エド山口が自身のYouTubeチャンネルにおいて、グッチ裕三がオートバイのモトグッチのオーナーだったことがあり、当時の住まいの河口湖からモトグッチで通っていたことから命名されたと明かしている。
- バンド時代のギャラは1本500万円で 毎月20本ステージをこなし、総計2000本ステージをこなし 濡れ手に粟のように稼げたと『愛車遍歴』の番組内で語っている。
- バンド時代の彼女は俳優角野卓造の妹で、その縁で今でも親交が続いている。
- 車歴は ブルーバード4ドアセダン 1800SSSに始まり、日産・フェアレディZ（初代）、ベンツ数台、デイムラー・ソヴリン/ダブルシックスときた後 50代からはベンツVクラスを複数台、間にジャガーXJRで現在はメルセデス ベンツ GLS350dメルセデス AMG CLA45の2台持ちとなる。
- ビジーフォーが1983年から2000年まで出演した『ものまね王座決定戦』では、当時としては珍しい洋楽のものまね（サイモン&ガーファンクルやプラターズなどのものまね）で一世を風靡し、最多の5回の優勝を果たす。
- ビジーフォーのメンバーだったモト冬樹とは暁星小学校からの縁。互いの存在は知っていたが意識し始めたのは高校の頃から。モトの兄であるエド山口も暁星の先輩で共にバンド活動をしていた[2]。
- 2005年、ベストファーザー賞を受賞。
- 離婚歴が2回あり、現在の妻は3度目の妻。なお2度目の妻との間に1男があり、離婚・（グッチの）3度目の結婚を経た後も息子はグッチの元をたびたび訪れ、グッチも息子の来訪を容認していたとのこと。
- 石橋貴明（とんねるず）とは石橋が駆け出しのころからの親友である。グッチが最初の結婚をして間もない頃、まだ売れていなかった石橋が足しげくグッチ宅に上がりこんでは飲食するのを繰り返していたため、妻が「グッチと石橋は絶対ホモだ!」と仲人に泣きついてしまい、グッチは仲人に厳重注意を受け、これが原因でスピード離婚に至った。しかしグッチと石橋はそれからも互いの離婚・再婚を経た今も、石橋の2度目の妻・鈴木保奈美を交えて変わらぬ付き合いを続けている。
- 他に仲が良いのは『THE夜もヒッパレ』で共演した三宅裕司と赤坂泰彦。グッチは三宅裕司をM宅Y司（えむやけわいじ）さん、赤坂泰彦をAかさか（えーかさか）くん、赤坂はグッチをGッチY三（じっちわいぞう）さんと紹介することが多い。小林幸子ともプライベートで親交が深い。
- ものまね全盛期の頃、エルヴィス・プレスリーのものまねをする際に、マイクを額にぶつけるという芸をよくやっていた。この芸は当時、子供たちや多くの芸人に模倣された。
- ものまね全盛期の頃歌唱力の評価は高かったが、ものまね自体は、似ているか似ていないかわからないネタ（古い洋楽など）が多かったり、誰のまねをしても同じ声（特にファルセットのアーティスト）だったりしたため、評価が分かれていた。和田アキ子がフジテレビの『ものまね珍坊』に出演した際には、「ビジーフォーのはものまねじゃないでしょ」と突っ込まれていた。
- 平野レミが開発した「レミパン」を愛用するが、近年はこれを基に、パンダの柄が描かれたフライパン「フライパンダ」をオリジナルに作っており、カエル柄のヘラなども含め、一般にも販売している。
- グルメ番組などに登場しコメントを述べたりすることも多いが、本人曰く、うまい料理ほどイラついてしまうとのこと。
- テレビ番組で大絶賛した浅草のメンチカツ屋は、事実上グッチ自身が経営する店だった[6]。
- 『ハッチポッチステーション』に出演すると親子連れで自分のショーに来る客が多く、その時子供がネタが分からないが、親がグッチのネタを見て笑う姿を見て、ハッチポッチステーションに親向けのネタを入れるようになった。

## 出演作品

### テレビ・レギュラー

#### 現在
- 太鼓判!グッチ裕三の名店取材中（BS12トゥエルビ）
- あさイチ（NHK総合）- 不定期
- ハチナビプラス第1部『ギュギュっと!』（テレビ西日本）
- きょうの料理（NHK Eテレ） - 不定期

#### 過去
- ハッチポッチステーション（NHK教育）
  - ハッチポッチあんこーる（NHK教育）
- ぐっとくるサンデー（NHK教育）
- 青春のポップス（NHK総合）
  - BS青春のポップス（NHK BS2）
- きよしとこの夜（NHK総合）
- BS永遠の音楽大全集（NHK BS2）
- スッキリ!!・グッチ裕三のとなりのマンマミーア（日本テレビ）
- THE夜もヒッパレ（日本テレビ）
- 午後は○○おもいッきりテレビ（日本テレビ）
- お助けマンマミーア!（中京テレビ）
- らくうま!（TBS）
- ジャスト グッチ裕三・純一のコレうまっ!（TBS）
- あったか生活!秘伝!カテイの魔法（TBS【毎日放送制作】）
- ワインメール（フジテレビ）
- 素敵にワイド!ほっと10 グッチ裕三のこれは旨い（テレビ東京）
- 最高!ブギウギナイト（テレビ東京）
- 歌うコンシェルジュ（NHK総合）
- 極める! グッチ裕三のお米学（NHK総合）
- ためしてガッテン（NHK総合）
- バイキング 「坂上忍とグッチ裕三の時短!簡単!節約!晩ごはん Presented by ライオン」（フジテレビ、2016年）[8]

（ビジーフォーとしての出演はビジーフォーの頁を参照）

### ラジオ・レギュラー
- くにまるワイド ごぜんさま〜 グッチ裕三の今日もうまいぞぉ!（文化放送）
- グッチ裕三 火の玉コック!（文化放送）
- グッチ裕三 日曜うまいぞぉ!（文化放送）
- グッチ裕三 今夜はうまいぞぉ!（文化放送）
- アーバン ソウルクラブ
- ラジオ深夜便・ミッドナイトトーク（NHKラジオ第1・FM、偶数月第1水曜日担当）
- グッチ裕三の日曜ヒルは話半分（NHK-FM、2017年4月30日から毎月最終日曜日に放送）

### ラジオ・ゲスト
- グッチ裕三とアンジェリークのシンクグリーン2001（2001年8月）

テリー伊藤のってけラジオ（ニッポン放送、2007年10月）
- 太田英明・小泉麻耶のアソブココロ倶楽部（文化放送、2008年10月）
- いとしのオールディーズ（2011年2月4日、NHKラジオ第1）

### 映画（実写）
- 下落合焼とりムービー（1979年、東映セントラルフィルム） - 延々と歯を磨きつづける男 役
- ものまね四天王 オリジナルムービー ひょうたん （1991年）
- 青春ばかちん料理塾（2003年、東映） - ドルチェ坂井 役

### 映画（声優）
- 劇場版ポケットモンスター 水の都の護神 ラティアスとラティオス（2002年、東宝） - ボンゴレ 役
- ホーンテッドマンション（2004年、ウォルト・ディズニー・スタジオ・モーション・ピクチャーズ） - シンギング・バスツ 役
- レーシング・ストライプス（2005年、 松竹/ギャガ） - バズ 役

### CM

#### 現在
- キンカン（キンカン）

#### 過去
- チキンラーメン（日清食品）
- 日清Spa王（日清食品）[9]
- 日本通運
- 北陸電力
- めんつゆ（ヤマキ）
- JR九州
- ぽんしゃぶ・ごましゃぶ（ミツカン）
- メルシャン
- 長野都市ガス（日本ガス協会）
- ビフィーネ（ヤクルト）
- 第一興商
- ビバパエリア（フォーシーズ）（2010年6月12日〜）
- 創味のつゆ（創味食品）
- 北海道のほたて（北海道漁業協同組合連合会）

## CD

### グッチ裕三
- タナカdeシュビドゥワ〜（シングル）
- ビバ・グランパ（シングル）
- HEY GIRL
- TRUE LOVE

### グッチ裕三とグッチーズ
- ハッチポッチファミリー（シングル）
- 南国パラダイス（シングル）
- ハッチポッチステーション What's Entertainment?
- ハッチポッチステーション ベスト・オブ・江戸川サリバンショー
- ハッチポッチステーション The Best

## 著書
- NHKきょうの料理シリーズ・グッチ裕三のパパッとレシピ
- NHKきょうの料理シリーズ・グッチ裕三の早うまレシピ
- NHKきょうの料理シリーズ・グッチ裕三のハッピー晩ごはん
- NHKきょうの料理シリーズ・グッチ裕三のスマイルクッキング
- グッチ裕三のこれは旨い（1〜5巻）
- 新・グッチ裕三のこれは旨い（1〜2巻）
- グッチ裕三のなんちゃってクッキング
- グッチ裕三の勉強が出来る朝ごはん
- グッチ裕三のうまくてごめん
- グッチ裕三の「うまいぞお」
- グッチさんだよ〜 ご機嫌ポップスを英語で歌おう!!

## 料理アイテム
ジョークや工夫の効いたグッズとなっており、ネットでも販売されている。
- グッチ裕三の「ヘラヘラワニ」800円
- グッチ裕三の「とってもラクダ〜」700円 (スクレーパー)
- グッチ裕三の「キッズ・パンダ」2,000円 (子供サイズフライパン)
- グッチ裕三の「シリコーン スプーン」1,800円
- グッチ裕三の「シリコーン ヘラ」1,800円
- グッチ裕三の「ソフトザル」2,500円
- グッチ裕三の「カラースティック」2,000円 (菜ばし)
- グッチ裕三の「計量カッパ」1,500円
- グッチ裕三の「フライパンダ III」26cm　6,900円 (IH対応)
- グッチ裕三の「フライパンダ II」26cm　2,940円
- グッチ裕三の「フライパンダ II」28cm　3,675円
- グッチ裕三の「ファイヤーパン」26cm　2,940円、28cm　3,675円
- グッチ裕三の「エレキパワーでコショウひき」6,300円
- グッチ裕三の「チッキン・ガラスボウル」　3,150円
- グッチ裕三の「パンダのエッ！プロン」3,000円
- グッチ裕三の「よくカエル」（4色）1,050円
- グッチ裕三の「おタマちゃん」（4色）1,050円
- グッチ裕三の「キリキリキリン」（2色）1,800円
- グッチ裕三の「ロブトング」1,680円
- グッチ裕三の「オニの鬼おろし」1,500円
- グッチ裕三の「つかミトン」（2色）1,500円
- グッチ裕三の「とぎジョーズ」（4色）840円
- グッチ裕三の「ムイちゃいマウス」（4色）600円

## 作曲
- 第70回NHK全国学校音楽コンクール　小学校の部課題曲「やさしい風」
- はやぶさ「YOKOHAMA片想い」
- 山川豊「アーバンボクサー」(作詞も担当)
- 氷川きよし「わたしのふるさと」